# Friedrich Wilhelm Riemer
Friedrich Wilhelm Riemer (Kłodzko, 19 aprile 1774 – Weimar, 19 dicembre 1845) è stato uno storico della letteratura e bibliotecario tedesco.

## Biografia
Riemer nacque a Glatz. Studiò teologia e filologia a Halle, fu il tutore nella famiglia di Wilhelm von Humboldt dal 1801 al 1803, e poi per nove anni visse con Goethe come suo assistente letterario e tutore di suo figlio. Nel 1812 divenne professore al ginnasio di Weimar; dal 1814 al 1820 fu assistente bibliotecario e dal 1837 alla sua morte fu bibliotecario a Weimar.
Riemer è raffigurato da Thomas Mann nel romanzo Carlotta a Weimar come un uomo coltissimo, sebbene un po' pedante, che preferisce una vita anonima di modesto professore liceale all'ombra di Goethe in Weimar, a una carriera universitaria fuori Weimar.

## Opere
Riemer pubblicò alcune poesie, un lessico greco (1802-04) e Mitteilungen über Goethe (Notifiche di Goethe, 1841). Curò la corrispondenza tra Goethe e Carl Friedrich Zelter (Briefwechsel zwischen Goethe und Zelter, 1833-34), e la sua corrispondenza con Goethe fu pubblicata in due volumi, Briefe von und an Goethe (1846) e in Aus dem Goethehause (1892, a cura di Franz Ferdinand Heitmüller).